# Guillermo Franco
Guillermo Luis "Guille" Franco Farquarson (ur. 3 listopada 1976 w Corrientes) – meksykański piłkarz pochodzenia argentyńskiego występujący na pozycji napastnika.

## Kariera klubowa
Franco, opisywany jako inteligentny, zaawansowany technicznie i dobrze grający głową atakujący, jest wychowankiem zespołu San Lorenzo de Almagro z siedzibą w stołecznym argentyńskim Buenos Aires. W argentyńskiej Primera División zadebiutował 12 maja 1996 w przegranym 2:3 spotkaniu z Lanús. Na początku kariery występował głównie na pozycji skrzydłowego. W pierwszym składzie San Lorenzo zaczął się jednak pojawiać dopiero za kadencji szkoleniowca Oscara Ruggeriego, podczas rozgrywek 1999/2000. W fazie Clausura sezonu 2000/2001 wywalczył ze swoją ekipą tytuł mistrza Argentyny, lecz nie rozegrał wówczas ani jednego ligowego spotkania. W tym samym roku triumfował także w Copa Mercosur, a ogółem w barwach San Lorenzo wziął udział w sześciu międzynarodowych turniejach – po trzy razy w Copa Libertadores i Mercosur.
Latem 2002 Franco został ściągnięty przez swojego rodaka, trenera Daniela Passarellę, do meksykańskiej drużyny CF Monterrey. Od razu został podstawowym graczem nowego klubu i już rok później, w fazie Clausura rozgrywek 2002/2003, zdobył z Monterrey mistrzostwo kraju. Półtora roku później, w fazie Apertura sezonu 2004/2005, zanotował 21 bramek w 22 meczach, zostając królem strzelców ligi meksykańskiej, natomiast ekipa Monterrey, prowadzona już przez szkoleniowca Miguela Herrerę, wywalczyła tytuł wicemistrzowski. Mimo udanej pierwszej połowy rozgrywek, niemal całe wiosenne rozgrywki Clausura 2005 spędził na leczeniu kontuzji. Drugie wicemistrzostwo Meksyku zdobył podczas ostatniego sezonu w Monterrey, Apertura 2005.
Wiosną 2006 Franco za sumę 1,8 miliona euro przeszedł do hiszpańskiego klubu Villarreal CF. W drużynie, której trenerem był jego dawny przełożony z San Lorenzo, Manuel Pellegrini, zadebiutował 26 lutego 2006 w zremisowanym 1:1 ligowym spotkaniu z Athletic Club, natomiast już w następnej kolejce, w wygranej 3:2 konfrontacji z Deportivo Alavés, strzelił premierowego gola w tamtejszej Primera División. W swoim debiutanckim sezonie w Hiszpanii, 2005/2006, wziął także udział w rozgrywkach Ligi Mistrzów, gdzie doszedł z Villarrealem aż do półfinału, występując w pięciu meczach. W sezonie 2007/2008 wywalczył ze swoim zespołem wicemistrzostwo kraju, z ośmioma bramkami na koncie zostając trzecim najlepszym strzelcem Villarrealu, zaraz po Nihacie Kahvecim i Giuseppe Rossim. Łącznie podczas 3,5 roku spędzonych w tym zespole, mimo częstych kontuzji, zdołał zdobyć 14 goli w 81 ligowych meczach, jak również wziąć udział w dwóch edycjach Ligi Mistrzów i jednej Pucharu UEFA.
We wrześniu 2009 Franco na zasadzie wolnego transferu zasilił angielską ekipę West Ham United, podpisując roczny kontrakt i zostając pierwszym Meksykaninem w klubie. Pierwsze spotkanie w Premier League rozegrał 17 października 2009 ze Stoke City (1:2), a pierwszą bramkę w lidze strzelił 31 października tego samego roku w zremisowanym 2:2 pojedynku z Sunderlandem. W londyńskim klubie spędził jeden sezon, strzelając pięć goli w 23 meczach w lidze. Przez całą jesień 2010 Franco pozostawał bez klubu, natomiast w styczniu 2011 związał się roczną umową z argentyńskim Vélezem Sársfield. W pierwszym sezonie w Vélezie – fazie Clausura rozgrywek 2010/2011 – wywalczył z klubem tytuł mistrzowski i doszedł do półfinału Copa Libertadores. Miejsce w wyjściowym składzie drużyny wywalczył sobie dopiero jesienią, kiedy to w fazie Apertura zdobył dziewięć bramek – pięć w lidze i cztery w Copa Sudamericana.
Wiosną 2012 Franco jako wolny piłkarz został graczem meksykańskiego klubu CF Pachuca. Spędził w nim pół roku, jednak nie strzelił w jego barwach żadnego gola, jak również nie wywalczył z nim żadnego osiągnięcia. We wrześniu 2012, także na zasadzie wolnego transferu, podpisał umowę z amerykańskim Chicago Fire. W Major League Soccer zadebiutował 28 września w przegranym 0:2 meczu ze Sporting Kansas City. Po rozegraniu zaledwie trzech spotkań bez zdobyczy bramkowej odszedł z klubu, zaś w styczniu 2013 oficjalnie ogłosił zakończenie kariery piłkarskiej.

## Kariera reprezentacyjna
W 2004 roku Franco, wówczas gracz meksykańskiego Monterrey, za namową Ricardo Lavolpe – argentyńskiego selekcjonera reprezentacji Meksyku, przyjął meksykańskie obywatelstwo, co pozwoliło mu na występy w kadrze narodowej tego kraju. W seniorskiej kadrze Meksyku zadebiutował 8 października 2005 w wygranym 5:2 spotkaniu z Gwatemalą, wchodzącym w skład eliminacji do MŚ 2006, i już w 19 minucie tej konfrontacji zdobył pierwszego gola w reprezentacji.
W 2006 roku Franco znalazł się w składzie na Mistrzostwa Świata w Niemczech, gdzie Meksyk odpadł po spotkaniu 1/8 finału z ojczyzną piłkarza, Argentyną. Wychowanek San Lorenzo wystąpił wówczas w trzech spotkaniach, nie zdobywając ani jednej bramki. Później na parę lat stracił pewne miejsce w kadrze narodowej – na kolejny turniej został powołany w 2009 roku przez selekcjonera Javiera Aguirre. Wówczas Meksykanie triumfowali w rozgrywkach Złotego Pucharu CONCACAF, a Franco zdobył na tej imprezie dwa gole w trzech meczach.
W 2010 roku Franco dostał powołanie od Aguirre na Mistrzostwa Świata w Republice Południowej Afryki. Tam 34-letni zawodnik West Hamu był podstawowym piłkarzem meksykańskiej kadry, rozgrywając cztery mecze, jednak prezentował niską formę i ani razu nie wpisał się na listę strzelców. Meksykanie, tak jak przed czterema laty, odpadli po przegranej z Argentyną konfrontacji 1/8 finału, a Franco po tym meczu ogłosił zakończenie kariery reprezentacyjnej.